# Conioscinella gallarum
Conioscinella gallarum är en tvåvingeart som först beskrevs av Oswald Duda 1933.  Conioscinella gallarum ingår i släktet Conioscinella och familjen fritflugor. Inga underarter finns listade i Catalogue of Life.